# Titani(IV) iodide
Titan(IV) iodide là một hợp chất vô cơ với công thức hóa học TiI4. Đây là chất rắn dễ bay hơi màu đen, được phát hiện lần đầu bởi Rudolph Weber năm 1863. Nó là một chất trung gian trong quá trình Van Arkel để tẩy urani.

## Tính chất vật lý
TiI4 là một iod kiềm nhị phân phân tử hiếm, bao gồm các phân tử cô lập của các trung tâm tứ diện Ti(IV). Khoảng cách Ti–I là 261 pm. Phản ánh nhân vật phân tử của nó, TiI4 có thể được chưng cất mà không phân hủy ở một bầu khí quyển; tài sản này là cơ sở của việc sử dụng nó trong quá trình Van Arkel. Sự khác biệt về điểm nóng chảy giữa TiCl4 (điểm nóng chảy -24 ℃) và TiI4 (điểm nóng chảy 150 ℃) tương đương với sự khác nhau giữa các điểm nóng chảy CCl4 (điểm nóng chảy -23 ℃) và CI4 (điểm nóng chảy 168 ℃), phản ánh mối liên kết giữa các phân tử van der Waals mạnh hơn trong các iodide.
Hai polymorphs của TiI4 tồn tại, một trong số đó là rất cao hòa tan trong dung môi hữu cơ.

## Điều chế
Có 3 phương pháp phổ biến:
- Nung titan và iod trong lò ống ở 425 ℃:

Ti + 2I2 → TiI4
Phản ứng này có thể được phản ứng nghịch để tạo ra những màng tinh thể kim loại titan rất tinh khiết.
- Phản ứng trao đổi của titan(IV) chloride và hydro iodide:

TiCl4 + 4HI → TiI4 + 4HCl
- Trao đổi oxy-iod từ nhôm iodide:

3TiO2 + 4AlI3 → 3TiI4 + 2Al2O3

## Phản ứng hóa học
Giống như TiCl4 và TiBr4, TiI4 hình thành từ cơ sở Lewis, nó cũng có thể bị khử. Khi việc khử được tiến hành với sự hiện diện của kim loại Ti, ta có thể thu được các dẫn xuất polyme Ti(III) và Ti(II) như CsTi2I7 và CsTiI3. Trong dung dịch CH2Cl2, TiI4 có một số phản ứng với alken và alkyl tạo thành dẫn xuất iod hữu cơ.

## Hợp chất khác
TiI4 còn tạo một số hợp chất với NH3, như:
- TiI4·2NH3 – chất rắn màu đen;
- TiI4·6NH3 – chất rắn màu vàng.[4]